# Péfka (ort i Grekland, Attika)
Péfka (Pefka, Vgethi) är en ort i Grekland.   Den ligger i prefekturen Nomarchía Anatolikís Attikís och regionen Attika, i den sydöstra delen av landet, 40 km sydost om huvudstaden Aten. Péfka ligger 1 meter över havet och antalet invånare är 243.
Terrängen runt Péfka är lite kuperad. Havet är nära Péfka åt nordost.  Närmaste större samhälle är Keratéa, 7,5 km väster om Péfka. 